# 2Be3
2be3 o Two be Three fue un grupo francés de europop formado en Longjumeau y que estuvo activo desde 1996 hasta 2001.

## Historia
La banda se formó en 1996 por tres amigos de la infancia residentes en Longjumeau (Essonne): Filip Nikolić, Adel Kachemi y Frank Delay. Los cantantes estuvieron inspirados por grupos como Take That y Worlds Aparts. Durante el tiempo que estuvieron en activo, produjeron tres álbumes de estudios y varios recopilatorios.
El origen del nombre es una alusión a los juegos de palabras ingleses "To be free" ("Ser libre") y "To be three" ("Ser tres"). Tal denominación se pronuncia tanto en inglés como en francés: "Deux Be Trois".
La banda se hizo popular en su país de origen, no siendo así en el mercado estadounidense y británico (tan solo Excuse My French obtuvo aceptación en aquellos países. En 1997 protagonizaron su propia serie de televisión Pour être libre en TF1. Aquel mismo año realizaron una versión en francés del sencillo de Rick Astley: Never Gonna Give You Up titulado Toujours là pour toi.
En el 2000 realizaron una gira por Francia, Alemania, Inglaterra, Suiza, Bélgica y la antigua Yugoslavia y en 2001 otra por varios países asiáticos donde ganaron reconocimiento con el álbum Excuse My French.
Tras la separación, los integrantes siguieron caminos separados: Nikolić hizo un cameo en Simon Sez junto a Dennis Rodman y participó en la adaptación francesa del reality: I'm a Celebrity... Get Me Out Here!. Más tarde iniciaría una carrera como cómico. Desde 2002 hasta 2007 volvió a la pequeña pantalla en el papel de Yann Boldec en la serie Navarro y de 2007 al 2009 en el spin off de la misma.
Dos años después, Nikolić tenía pensado volver a la música en solitario, pero falleció a causa de un infarto. De acuerdo con la autopsia, la causa de la muerte fue por una combinación de medicamentos que tomaba para dormir.

## Discografía

### Álbumes
| Año  | Álbum                      | FR | BE | Ventas                       |
| ---- | -------------------------- | -- | -- | ---------------------------- |
| 1997 | Partir un jour - Reedición | 2  | 3  | Francia: 3xPlatino (780,000) |
| 1997 | Remix Collector            | -  | -  |                              |
| 1998 | 2 Be 3                     | 4  | 6  | Francia: 2xOro (160,000)     |
| 1999 | Bercy 98                   | 38 | -  | Francia: 30,000              |
| 2001 | L'Essential                | -  | -  |                              |
| 2001 | Excuse My French           | -  | -  |                              |

### Singles
| Año  | Sencillo               | FR | BE | Ventas          |
| ---- | ---------------------- | -- | -- | --------------- |
| 1996 | "Partir un jour"       | 2  | 4  | Oro (250,000)   |
| 1997 | "Toujours là pour toi" | 4  | 12 | Oro             |
| 1997 | "Donne"                | 8  | 19 |                 |
| 1997 | "La salsa"             | 7  | 11 | Oro             |
| 1997 | "Pour être libre"      | 15 | 17 |                 |
| 1998 | "Don't Say Goodbye"    | 14 | 22 | Plata (125,000) |
| 1998 | "Regarde-moi"          | 27 | -  |                 |
| 2000 | "Excuse My French"     | 71 | -  |                 |
| 2000 | "Even If"              | -  | -  |                 |